# Mitoxantronă
Mitoxantrona este un agent chimioterapic utilizat în tratamentul unor cancere. Este un derivat de antrachinonă. Calea de administrare disponibilă este cea intravenoasă.

## Utilizări medicale
Mitoxantrona este utilizată în tratamentul următoarelor afecțiuni:
- leucemie mieloidă acută (LMA)
- cancer de prostată
- hepatom
- limfom non-Hodgkin
- scleroză multiplă (SM) cronică, progresivă[13]

## Mecanism de acțiune
Mitoxantrona este un inhibitor de topoizomerază II, blocând sinteza moleculei de ADN din celule; acționează și ca intercalant al ADN-ului. Este un antibiotic antitumoral.

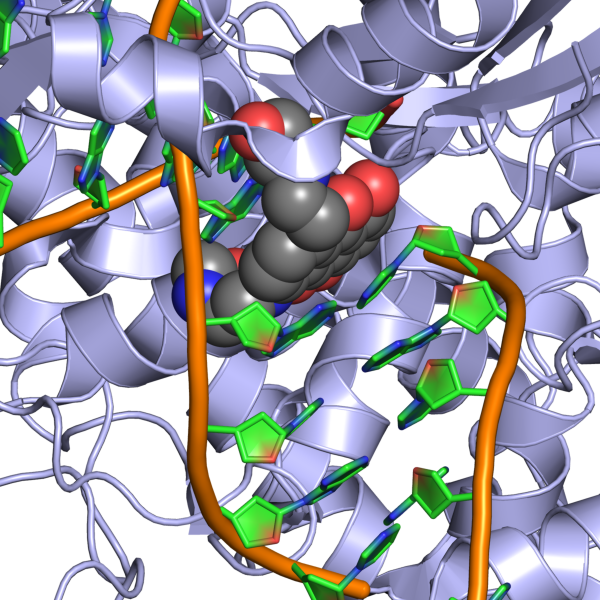
Complexul realizat dintre topoizomeraza II umană, ADN-ul și mitoxantrona.